# Sequemibe
Sequemibe (Sekhemib) ou Sequemibe-Parenmaate (Sekhemib-Perenma'at) é o nome de Hórus de um faraó da II dinastia Semelhante ao seu antecessor, sucessor ou cogovernante Peribessene, Sequemibe é contemporaneamente bem atestado em registros arqueológicos, mas não aparece em nenhum documento póstumo. A duração exata de seu reinado é desconhecida e seu local de enterro ainda não foi achado. Alguns egiptólogos tentam associá-lo a algum dos faraós melhor conhecidos do período, como Peribessene, bem como há teorias divergentes se à época o Antigo Egito se dividiu em dois reinos autônomos, no Alto e Baixo Egito, uma realidade que possivelmente começou sob Binótris.

## Identidade

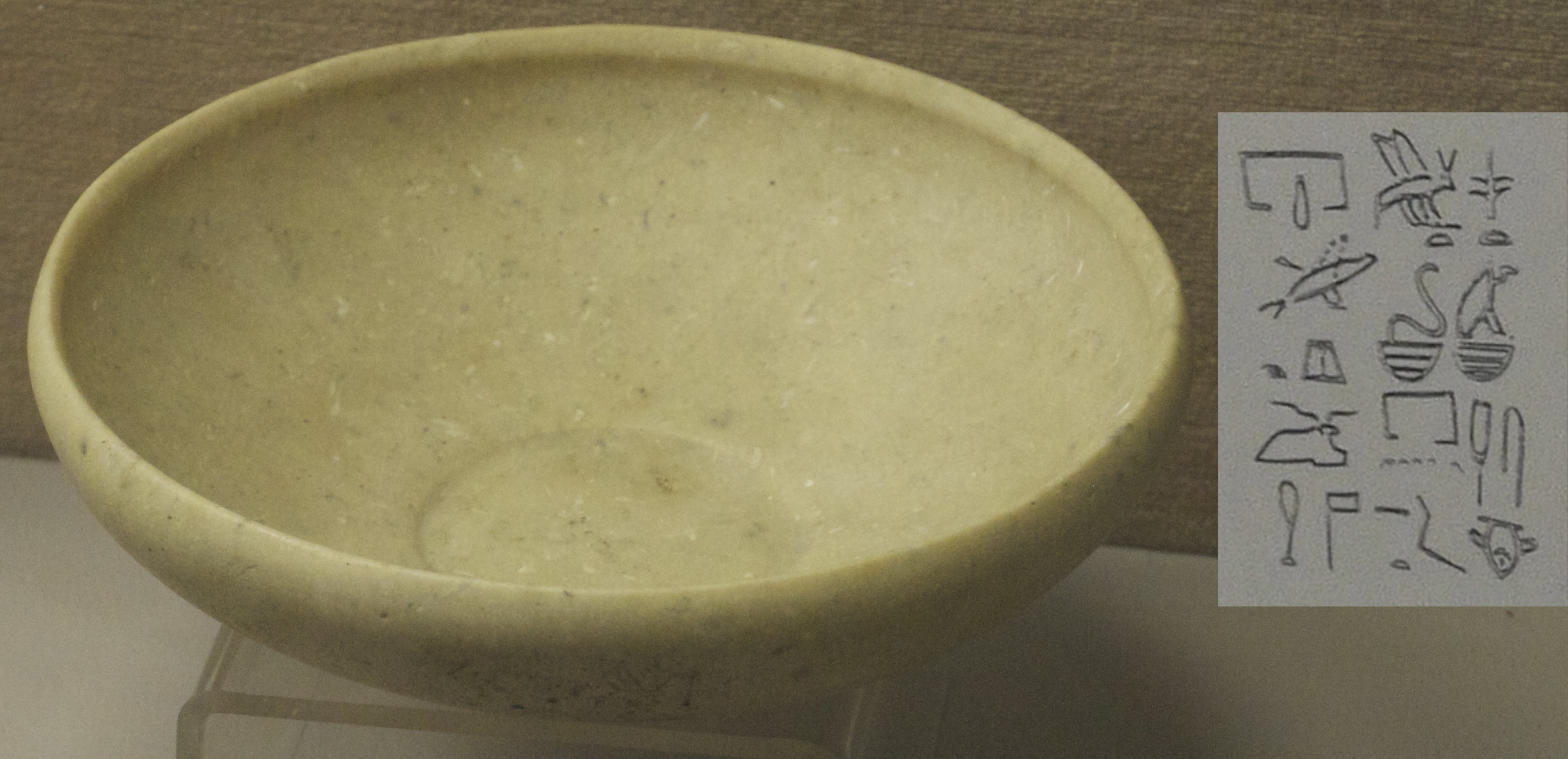
Vaso de Sequemibe com a inscrição reproduzida à direita. À direita, lê-se O rei do Alto e Baixo Egito, Sequemibe-Perenmaate, e à esquerda, lê-se administrador da casa de cobre, servo do deus Querti, Museu Arqueológico Nacional (França)

### Proponentes da teoria do reino dividido

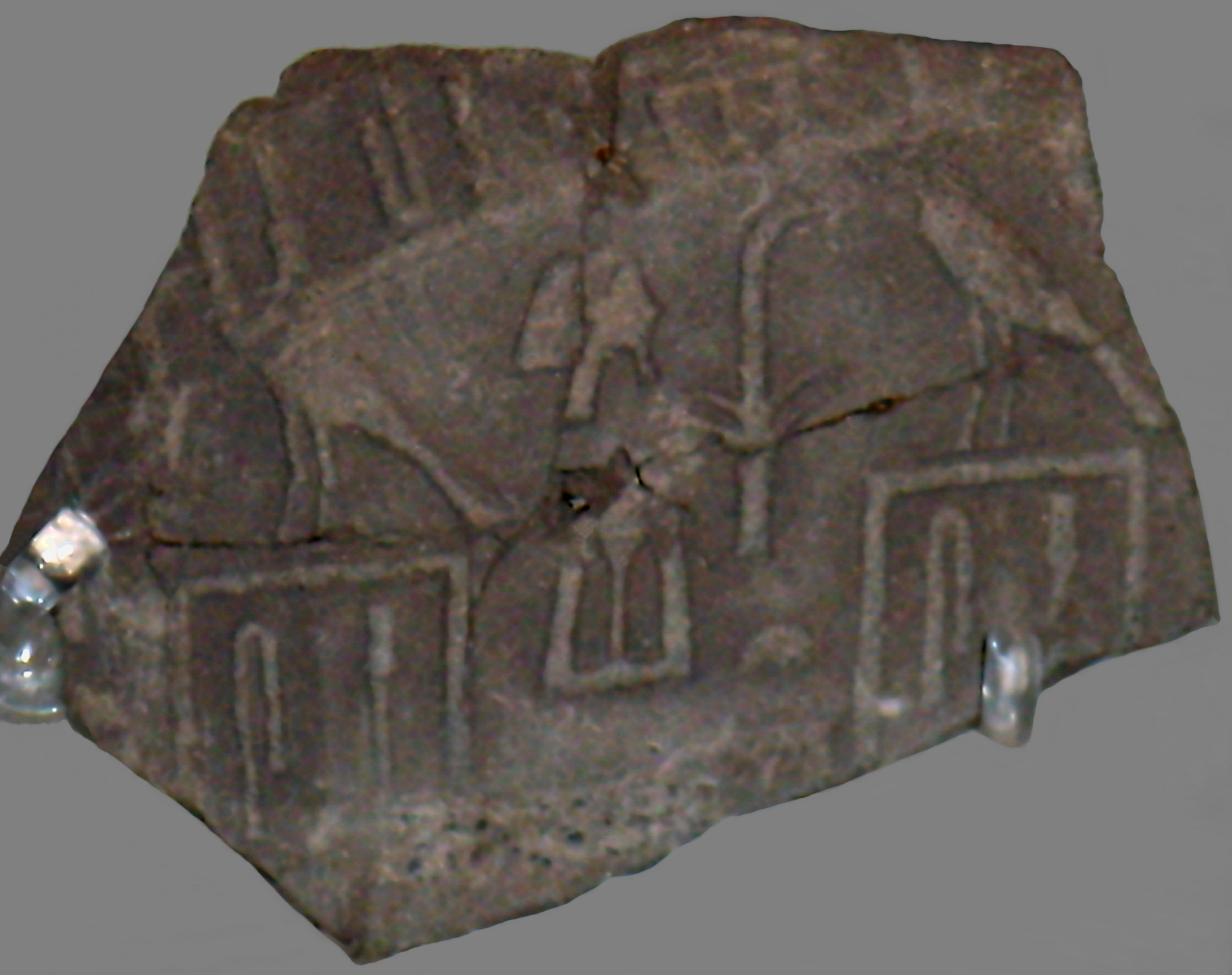
Selo de argila de Sequemibe

### Oponentes da teoria do reino dividido

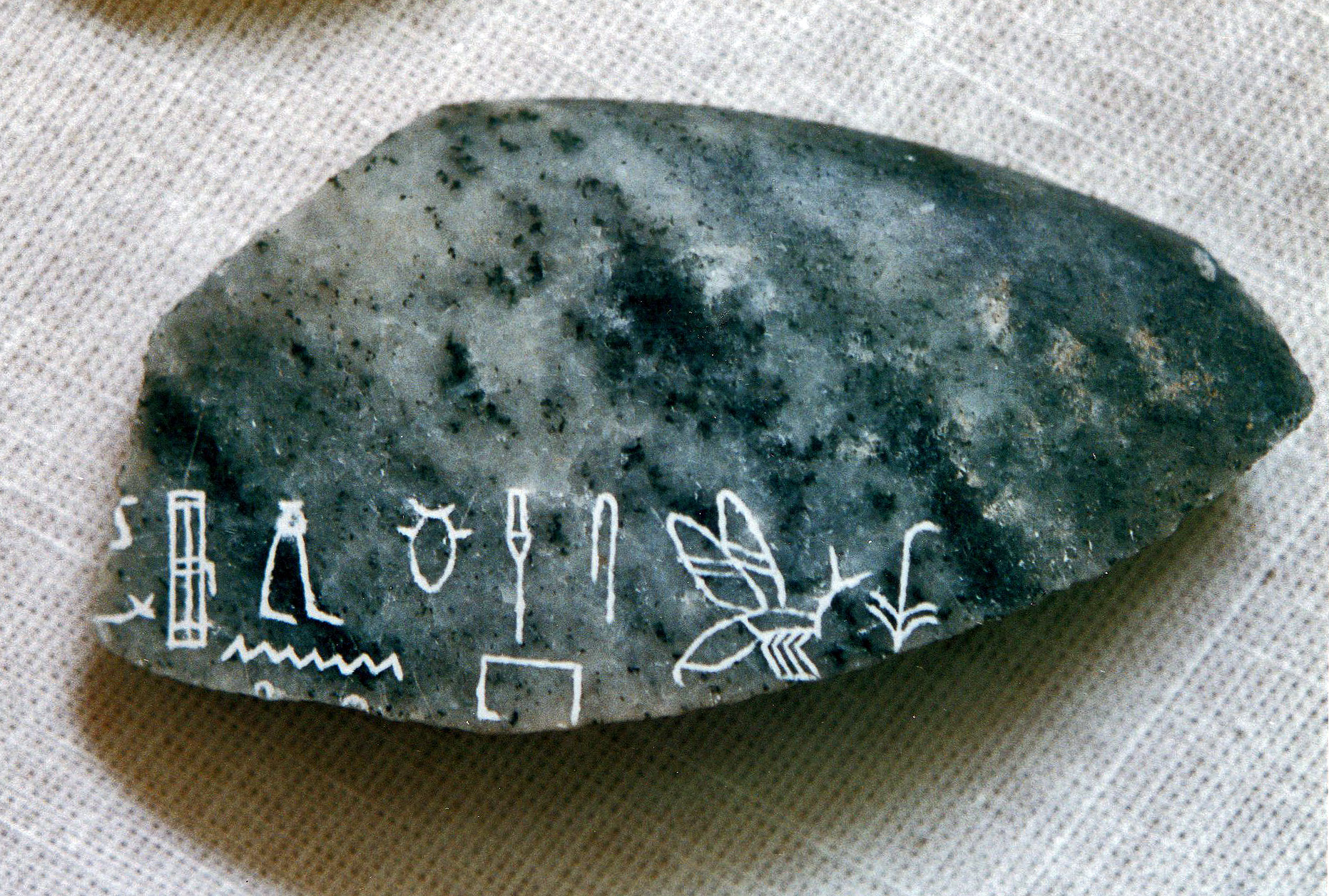
Fragmento de um vaso de diorito inscrito com parte do nome de Sequemibe da Pirâmide de Djoser, hoje no Museu Egípcio; a inscrição diz (da direita para a esquerda): "Rei do Baixo e Alto Egito, Sequemibe-Per(enmaate), homenagem aos estrangeiros, provisões para [...]"